# Zsuzsanna Hajdú
Zsuzsanna Hajdú (Budapest, 14 de enero de 1985) es una deportista húngara que compitió en remo. Ganó una medalla de bronce en el Campeonato Europeo de Remo de 2008, en la prueba de doble scull ligero.

## Palmarés internacional
| Campeonato Europeo | Campeonato Europeo | Campeonato Europeo | Campeonato Europeo |
| Año                | Lugar              | Medalla            | Prueba             |
| ------------------ | ------------------ | ------------------ | ------------------ |
| 2008               | Maratón (Grecia)   | Medalla de bronce  | Doble scull ligero |